# Jean II d'Orléans
Jean II dit Flora est un prélat français du XIe siècle, qui succéda à Jean Ier et Sanction sur le siège épiscopal d'Orléans de 1096 à environ 1125. Son élection à un évêché royal, qui scandalise une partie de l'épiscopat franc, marque une des premières apparitions manifestes de l'homosexualité dans la hiérarchie ecclésiastique du Moyen Âge central.

## Origine du surnom
L'étonnant surnom de Flora lui viendrait, selon Yves de Chartres, des chanoines de son diocèse qui l'en auraient affublé pour ridiculiser ses mœurs probablement homosexuelles, Flora étant le nom d'une célèbre prostituée romaine de l'époque. Cette liberté partagée avec l'archevêque de Tours (peut-être  Raoul II, occupant la cathèdre de 1086 à 1117 et disposant lui-même d'une réputation exécrable) apparemment connue de tous, est insupportable pour un clergé séculier en pleine révolution conservatrice.

« Lors des fêtes de Noël, a obtenu du prince, par cette complaisance, la nomination à l’évêché d'Orléans de Jean qui, aux murmures et au scandale de tous, avait été fait archidiacre par le défunt évêque Jean. Le roi de France le connaît bien cependant, car ce n'est pas en secret, c'est en public qu'il a dit à moi-même que ce Jean avait eu des complaisances infâmes pour l'évêque décédé, et cette inconduite est tellement publique, par tout l'évêché d'Orléans et par les villes voisines, que ses conchanoines ne l'appellent que Flora, nom d'une fameuse concubine. Ce que je vous dis là, le clergé entier le confirmerait, le peuple le proclamerait si l'on n'était retenu par la crainte du roi ou par les intrigues de l'archevêque de Tours ; [...] »

La réforme ecclésiale en cours fait grand cas de la sexualité des clercs, mais la répression n'est pas nouvelle : Wetti de Reichenau et Pierre Damiens l'ont sévèrement condamnée. Un successeur de Raoul II, Hildebert de Lavardin (1055-1133) se signale par ses sermons contre l'homosexualité dans son diocèse, apparemment répandue dans le clergé séculier à une époque où le Débat de Ganymède et d'Hélène, poème latin anonyme, débute dans la littérature.

« D'innombrables Ganymèdes honorent d'innombrables autels et Junon regrette de ne plus recevoir ce à quoi elle était accoutumée. Le jeune homme, l'homme fait, le vieillard se souillent de ce vice et il n'est aucun rang qui en soit exempt. »

## Biographie

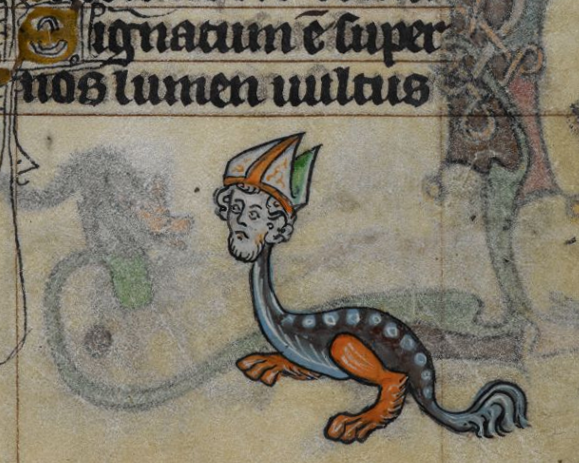
La contestation du pouvoir épiscopal et sa désacralisation font partie intégrante d'une culture médiévale née en réaction à la Révolution enclenchée dès Léon IX (1049-1054). Ici, une enluminure satirique du XIVe siècle.

Neveu de Suger et à l'origine archidiacre à Tours, le jeune Jean est battu aux premières élections de 1096 où son rival Sanction, correspondant épistolaire d'Yves de Chartres, accède à la cathèdre. La mort prématurée de celui-ci le propulse officiellement à l'épiscopat début mars 1098, qu'il conserve par la volonté de Philippe Ier, roi des Francs : ce dernier, en concubinage depuis 1092 avec l'épouse légitime de Foulques IV Réchin, Bertrade d'Anjou, avait été vivement dénoncé par un épiscopat imbibé de Réforme grégorienne et excommunié en 1094. Afin d'éviter une isolation totale du clergé, le roi chercha des alliés partout et cette stratégie porta ses fruits avec Jean, un homme de paille manipulable, qui se déclarait pour Philippe quand celui-ci fermait ses yeux sur son attitude licencieuse. Du reste, Jean n'est pas le prétendant idéal : bien que son âge exact soit inconnu, il n'a certainement pas trente ans (âge canonique, c'est-à-dire légal pour exercer cette fonction selon le décret de Gratien), a acheté son titre (se rendant coupable de simonie aux yeux de la papauté) et sa débauche ne le rend, toujours selon Yves de Chartres, pas digne des honores épiscopaux. On ne connait pas la réaction de l'archevêque de Lyon Hugues de Die, sévère légat de Grégoire VII en France depuis 1074, même s'il semble évident qu'il n'intervint pas immédiatement, Urbain II ayant lui-même confirmé l'élection.

« Pour vous faire brièvement le tour de ses mérites, c'est une personne ignominieuse et d'une familiarité indécente avec l'archevêque de Tours et son frère défunt et avec beaucoup d'autres qui vivent dans l'indécence, divulguée de la manière la plus honteuse dans toutes les villes de France. Car certains de ses amants, l'appelant Flora, ont composé sur lui de nombreuses chansons rythmiques, qui sont partout chantées par des jeunes gens dépravés – vous connaissez la misère de cette terre ‑ dans les villes de France sur les places et aux carrefours et que lui-même n'a pas rougi de chanter parfois et d'entendre chanter devant lui. J'ai envoyé comme preuve à l'archevêque de Lyon l'une d'entre elles que j'ai arrachée de force à quelqu'un qui la chantait. »

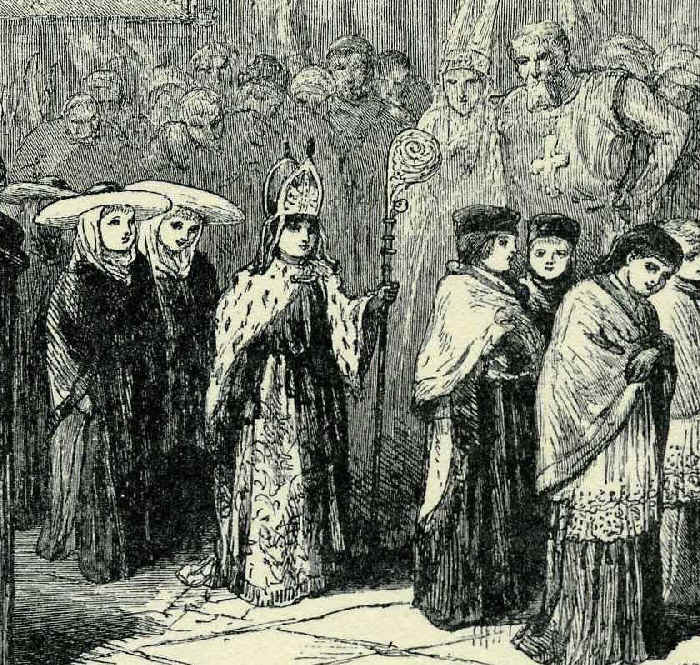
Gravure du XIXe siècle représentant la tradition de l'enfant-évêque accompagné de petits chanoines, populaire en Occident jusqu'au XVIe siècle.

Si l'aberration d'un évêque-enfant a des précédents (le pape Benoît IX avait même 12 ans environ lors de son accession au pontificat, en 1032) et même des "dispenses" possibles avec Innocent III, son investiture le jour de la fête des Innocents (traditionnellement un 28 décembre) provoque des calembours nombreux, un enfant du chœur - l'Episcopus stultorum - y étant en principe désigné pour parodier le rôle de l'évêque dans le cadre plus large de la fête des Fous, comparable au Carnaval ; l'élection est ainsi prise pour une bouffonnerie par les chanoines, humiliant indirectement la décision du pouvoir royal en pleine crise de légitimité.
« Eligimus puerum, puerorum festa colentes,
Non nostrum morem, sed regis jussa sequentes. »
« Nous élisons un enfant alors que nous célébrons la fête des Innocents [NDT : jeu de mots sur enfants]
Non selon nos coutumes, mais suivant la volonté du roi. »
La date de sa mort ou de sa déposition n'est pas enregistrée, mais on peut la déceler en creux : une charte de confirmation de Louis VI aux chanoines de cathédrale Sainte-Croix le mentionne en août 1127, et à nouveau en août 1130. Jean signe lui-même des actes en 1124 mais disparaît avant avril 1138, où Innocent II soutient son successeur Élie (ou Hélie) et réaffirme le droit canonique des conditions à l'épiscopat, afin d'éviter à l'avenir l'élection d'un nouvel enfant.